# Eyolf Dale

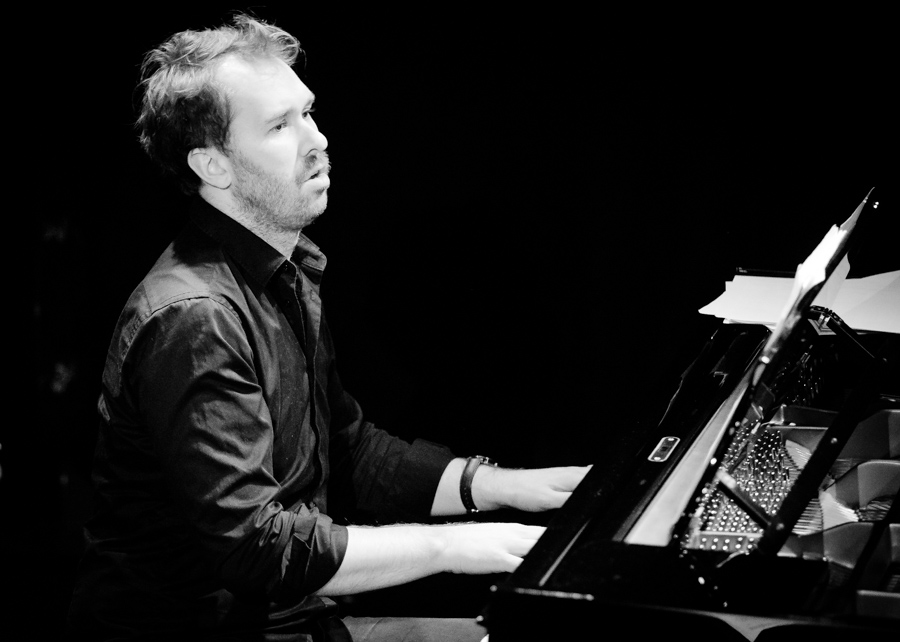
Eyolf Dale (2017)

Eyolf Dale (* 5. März 1985 in Skien) ist ein norwegischer Jazzmusiker (Piano, Komposition).

## Leben und Wirken
Dale wurde durch sein Elternhaus musikalisch sehr gefördert: Dort erklang Chormusik, er begann mit sechs Jahren mit dem Klavierunterricht, wurde durch die elterliche Sammlung von Jazzplatten angeregt und durfte später auch das hauseigene MIDI-Studio des Vaters zum Ausprobieren nutzen. Nachdem er 2004 das Kunstexamen der der weiterführenden Schule in Skien absolviert hatte, begann er zunächst als Pianist und Arrangeur zu arbeiten, bevor er von 2005 bis 2009 an der Norwegischen Musikhochschule Oslo bei Misha Alperin, Bjørn Kruse und Jon Balke ein Bachelorstudium und dann bis 2011 ein Masterstudium verfolgte.
Seitdem ist Dale als Interpret und Komponist allein und gemeinsam mit anderen Musikern der norwegischen und europäischen Szene tätig. Seit 2011 legte er sechs Alben unter eigenem Namen vor, etwa Wolf Valley (2016) und Return to Mind (2018), die von der Kritik ausgezeichnet bewertet wurden; 2021 folgte Being. Im Duo Albatrosh arbeitet er seit 2006 mit dem Saxophonisten André Roligheten; gemeinsam entstanden sechs Alben, zuletzt 2019 Departure. Er ist wiederholt mit dem Tubisten Daniel Herskedal und im Trio von Hayden Powell aufgetreten, aber auch mit Per-Kristian Ekholt, Pitsj oder Hildegunn Øiseth. Seit 2009 umfasste seine Diskografie bis 2018 27 Alben. Er tourte in Europa, Japan und China und trat auf dem North Sea Jazz Festival, 12 Points!, Shanghai Arts Festival, bei Moldejazz, Jazzfest Bonn und dem Südtirol Jazz Festival auf. Auch lehrt er an der Norwegischen Musikhochschule in Oslo als außerordentlicher Professor.

## Diskographische Hinweise
- Albatrosh Yonkers (Rune Grammofon 2011, mit André Roligheten)[4]
- Wolf Valley (Edition Records, 2016 mit Andre Roligheten, Hayden Powell, Kristoffer Kompen, Adrian Løseth Waade, Rob Waring, Per Zanussi, Gard Nilssen)[5][6]
- Return to Mind (Edition Records, 2018, mit Andre Roligheten, Hayden Powell, Kristoffer Kompen, Adrian Løseth Waade, Rob Waring, Per Zanussi, Gard Nilssen)[7]
- The Wayfarers (Edition Records, 2023, mit Per Zanussi, Audun Kleive)[8]
- When Shadows Dance (Edition Records, 2025, mit Per Zanussi, Audun Kleive)[9]